# Лукоми
Лукоми (грч. Λουκόμι) је насељено место у општини Горуша у периферији Западна Македонија, Грчка. Према попису из 2021. године било је 27 становника.
Према бугарском географу и историчару, Василу Канчову, у Лукомију је 1900. године живело 235 Грка. Лукоми се налазе у области Населица, која је некада била насељена словенским становништвом које је касније хеленизовано. Село се раније звало Локум или Локом.